# Alexandru Athanasiu
Alexandru Athanasiu (1 de Janeiro de 1955, Bucareste) é um político e jurista romeno. Antigo líder do do Partido Social Democrata Romeno (PSDR), actualmente é membro do Partido Social Democrata desde 2001. Athanasiu exerceu o cargo de Primeiro-ministro na qualidade de interino de 13 de Dezembro a 22 de Dezembro de 1999, liderando o governo após a demissão de Radu Vasile. A 1 de Janeiro de 2007, com a adesão da Roménia à União Europeia, Athansiu tornou-se membro do Parlamento Europeu pelo PSD, incluído no Partido Socialista Europeu. 
Doutorado em Direito, lecciona na Universidade de Bucareste de 1999. Em 1995, o seu livro Legea Asigurărilor Sociale ("O Direito na Segurança Social") recebeu o Prémio Simion Bărnuţiu da Academia Romena.